# کالیاس
کالیاس (یونانی: Καλλίας، Kallias) یک سیاستمدار، سرباز و دیپلمات در یونان باستان پیرامونِ قرنِ پنجم پیش از میلاد بود. او را معمولاً کالیاس دوم می‌نامند تا از پدربزرگش کالیاس اول و پسرش کالیاس سوم که ثروت خانواده را حیف و میل کرد بازشناخته شود.
پیمان کالیاس میان هخامنشیان و آتنیان با وساطت وی که از سویِ آتنی‌ها مامور بود انجام شد.